# مایک-استیون بره
مایک-استیون بره (آلمانی: Mike-Steven Bähre؛ زادهٔ ۱۰ اوت ۱۹۹۵) بازیکن فوتبال اهل آلمان است.
از باشگاه‌هایی که در آن بازی کرده‌است می‌توان به باشگاه فوتبال هالشر و باشگاه فوتبال هانوفر ۹۶ اشاره کرد.